# Mojo Mischief
Mojo Mischief is een nummer van de Nederlandse singer-songwriter Lucas Hamming uit 2014. Het is de tweede single van zijn debuut-EP The Perv in Perfection.
"Mojo Mischief" was de tweede single die Hamming uitbracht na zijn deelname aan De beste singer-songwriter van Nederland. Het nummer werd op 8 augustus 2014 3FM Megahit, maar wist, ondanks enige radio-airplay, geen hitlijsten te halen. Wel werd Hamming met het nummer Serious Talent op NPO 3FM.